# En mi casa mando yo
En mi casa mando yo es una película de Argentina filmada en colores dirigida por Fernando Ayala sobre el guion de Gius que se estrenó el 4 de abril de 1968 y que tuvo como protagonistas a Luis Sandrini, Malvina Pastorino, Olinda Bozán y Eva Franco.

## Sinopsis
Disconforme con la vida desordenada y frívola de su familia, un padre se ve obligado a dejar su hogar.

## Reparto
- Luis Sandrini	...Esteban Rossi
- Malvina Pastorino...	Elisa Rossi
- Olinda Bozán..	Nicasia
- Eva Franco	...	Margerita Rossi
- Oscar Orlegui	...	Nicky Rossi
- Cristina del Valle	...Caty Rossi
- Vicente Rubino	...	Miguel
- Augusto Codecá	...	Carmelo Marini
- Lydia Lamaison	...	Catalina Rossi
- Hilda Suárez ... Rosita Rossi
- Pablo Alarcón
- Amalia Bernabé ... Doña Eugenia
- Susana Giménez ... Amiga de Pichicha
- Nelly Prince ... La novia de Miguel 1
- Jorge de la Riestra
- David Tonelli
- Ada Rubino ... Lolita
- Hernán Guido ... Estudiante
- Pablo Alarcón ... Estudiante
- Miguel Bermúdez
- Chola Duby ... Clota, la novia de Miguel 2
- Susana Peluffo ... Pichicha

## Comentarios
Primera Plana opinó de la película:

”Si algún mérito tiene…es la capacidad de síntesis del libretista Gius y la deliberada artesanía del director.”

La Prensa escribió:

”El lugar común…Sería lamentar que Fernando Ayala…se haya dedicado a filmar películas como ésta…La falsedad psicológica de los personajes llega a lo inaudito.”

Manrupe y Portela escriben:

”Ayala al servicio de Sandrini con todas las concesiones previsibles en su cine de entretenimiento.”